# محمد عز (ممثل)
محمد عز (7 سبتمبر 1978)، هو ممثل مصري كان أول عمل رئيسي له مسلسل الأب الروحي.

## أعماله

### مسلسلات
- المداح
- راجل وست ستات
- قلوب
- ليلة
- كلبش
- ظل الرئيس
- الحصان الأسود
- الأب الروحي
- أبو العروسة
- نسر الصعيد
- عوالم خفية
- أيوب
- الدولي
- لمس أكتاف
- لآخر نفس
- قيد عائلي
- طلقة حظ
- أفراح إبليس
- ونسني
- الاختيار
- الأخ الكبير
- إلا أنا
- هجمة مرتدة
- ضربة معلم

### مسرحيات
- بعد الليل
- حمام الست

### أفلام
- خط الموت
- عقدة الخواجة
- سوق الجمعة
- حرب كرموز
- الديزل
- استدعاء ولي عمرو